# K2-302
K2-302, EPIC 206215704 — одиночная звезда в созвездии Водолея на расстоянии приблизительно 362 световых лет (около 111 парсек) от Солнца.
Вокруг звезды обращается, как минимум, одна планета.

## Характеристики
K2-302 — красный карлик спектрального класса M4V. Масса — около 0,22 солнечной, радиус — около 0,248 солнечного, светимость — около 0,006 солнечной. Эффективная температура — около 3379 К.

## Планетная система
В 2019 году командой астрономов, работающих с фотометрическими данными в рамках проекта Kepler K2, было объявлено об открытии планеты K2-302 b.